# District de Völkermarkt
Le district de Völkermarkt est une subdivision territoriale du land de Carinthie en Autriche.

## Géographie

### Lieux administratifs voisins
| District de Sankt Veit an der Glan |  | District de Wolfsberg |
| District de Klagenfurt-Land        |  |                       |
|                                    |  | Slovénie              |

## Communes
Le district de Völkermarkt est subdivisé en 13 communes :
- Bleiburg
- Diex
- Eberndorf
- Eisenkappel-Vellach
- Feistritz ob Bleiburg
- Gallizien
- Globasnitz
- Griffen
- Neuhaus in Kärnten
- Ruden
- Sankt Kanzian am Klopeiner See
- Sittersdorf
- Völkermarkt